# Vignec
Vignec é uma comuna francesa na região administrativa de Occitânia, no departamento dos Altos Pirenéus. Estende-se por uma área de 6,42 km². Em 2010 a comuna tinha 225 habitantes (densidade: 35 hab./km²).